# Glyptemys muhlenbergii
Glyptemys muhlenbergii là một loài rùa trong họ Emydidae. Loài này được Schoepff mô tả khoa học đầu tiên năm 1801.

## Hình ảnh

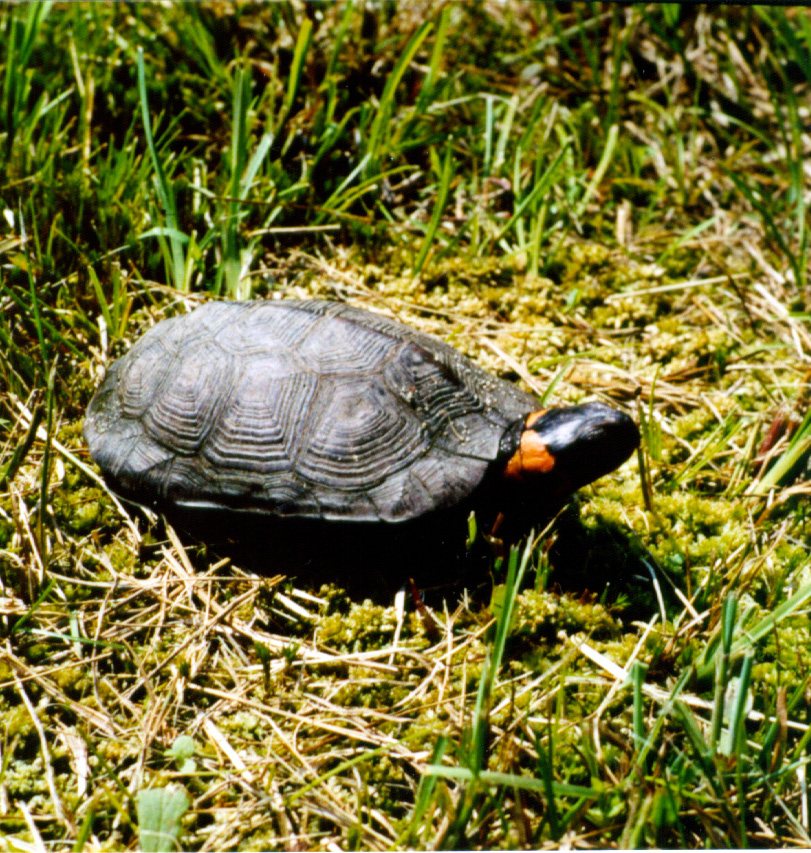
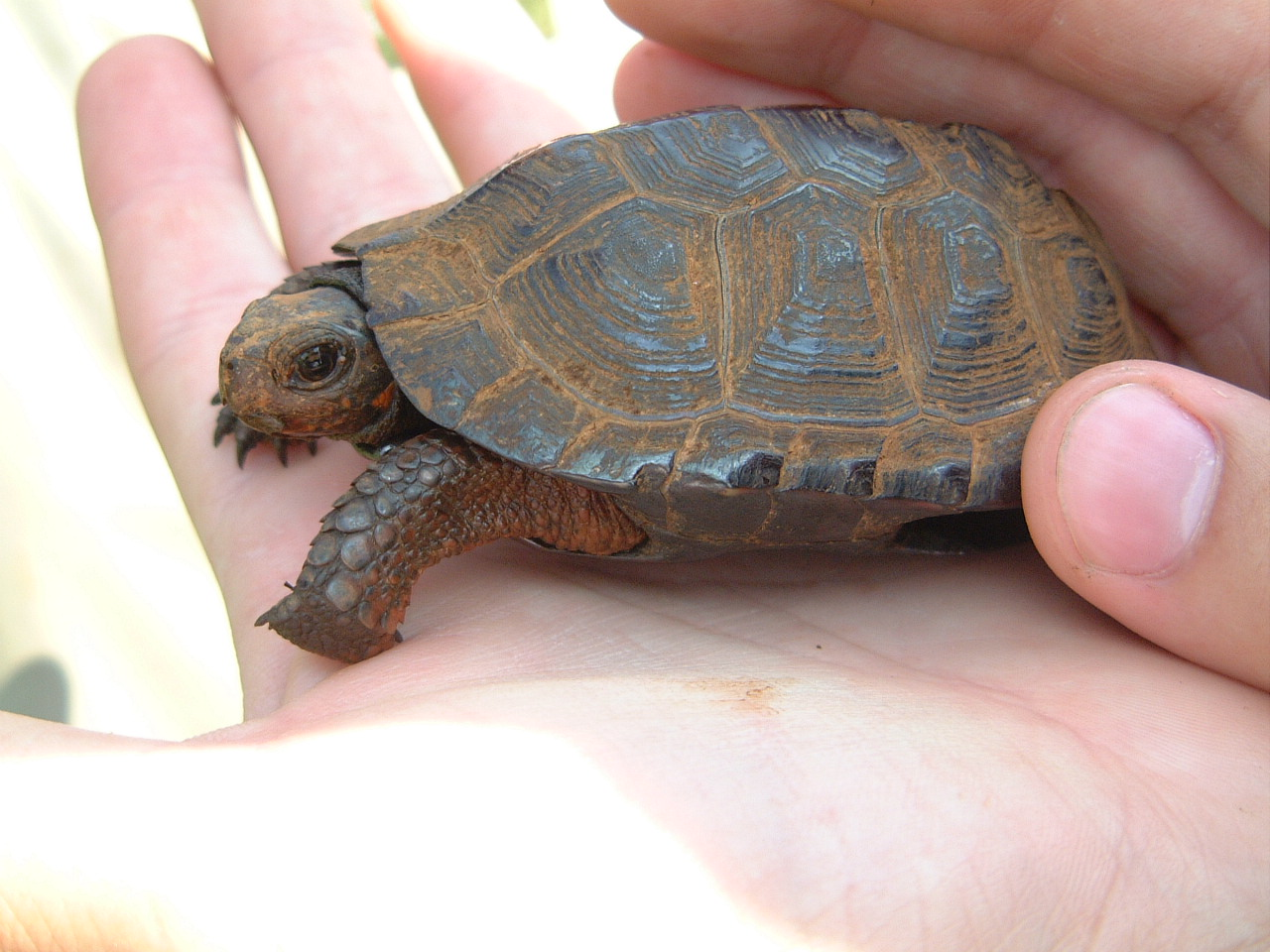
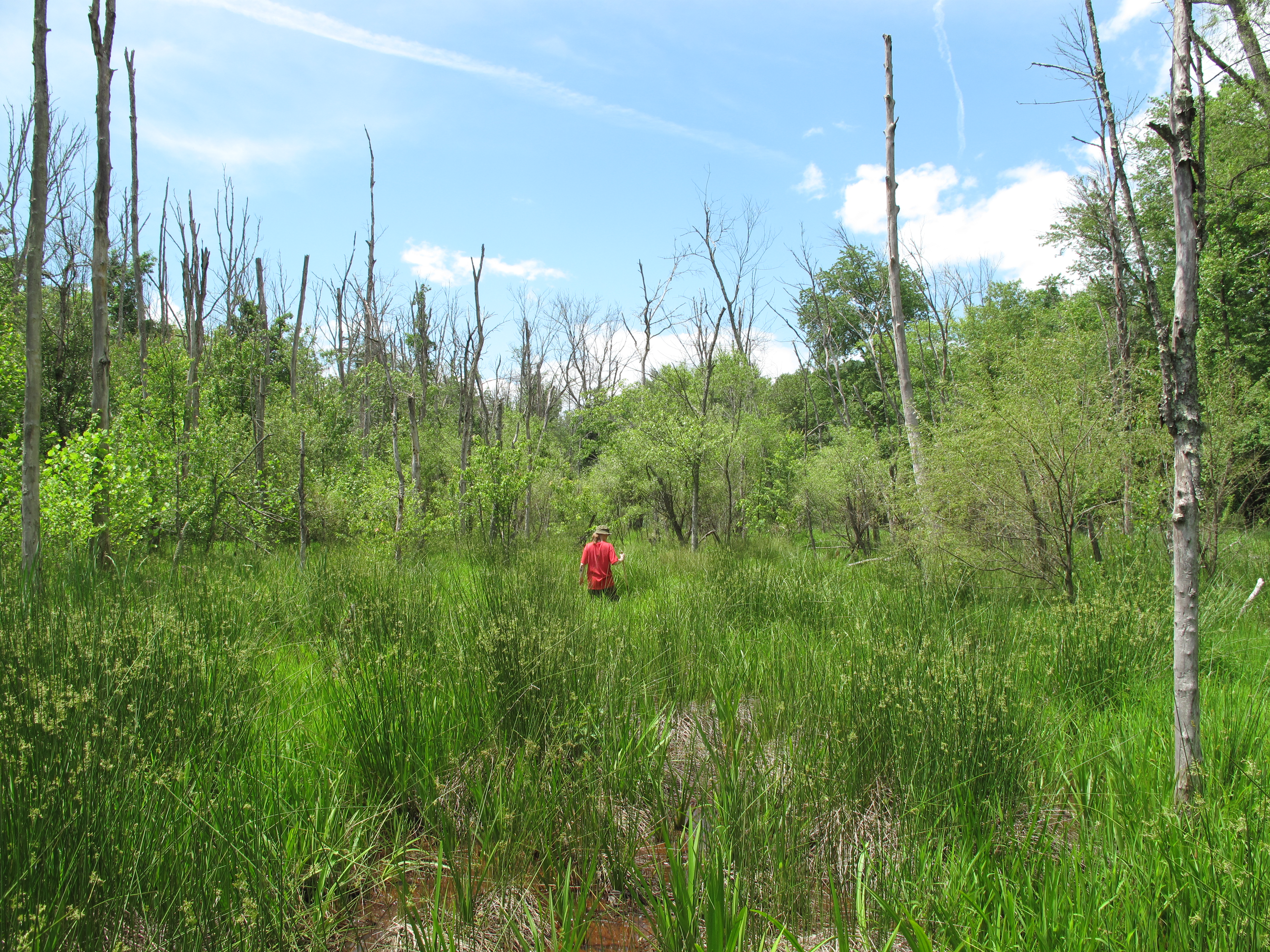
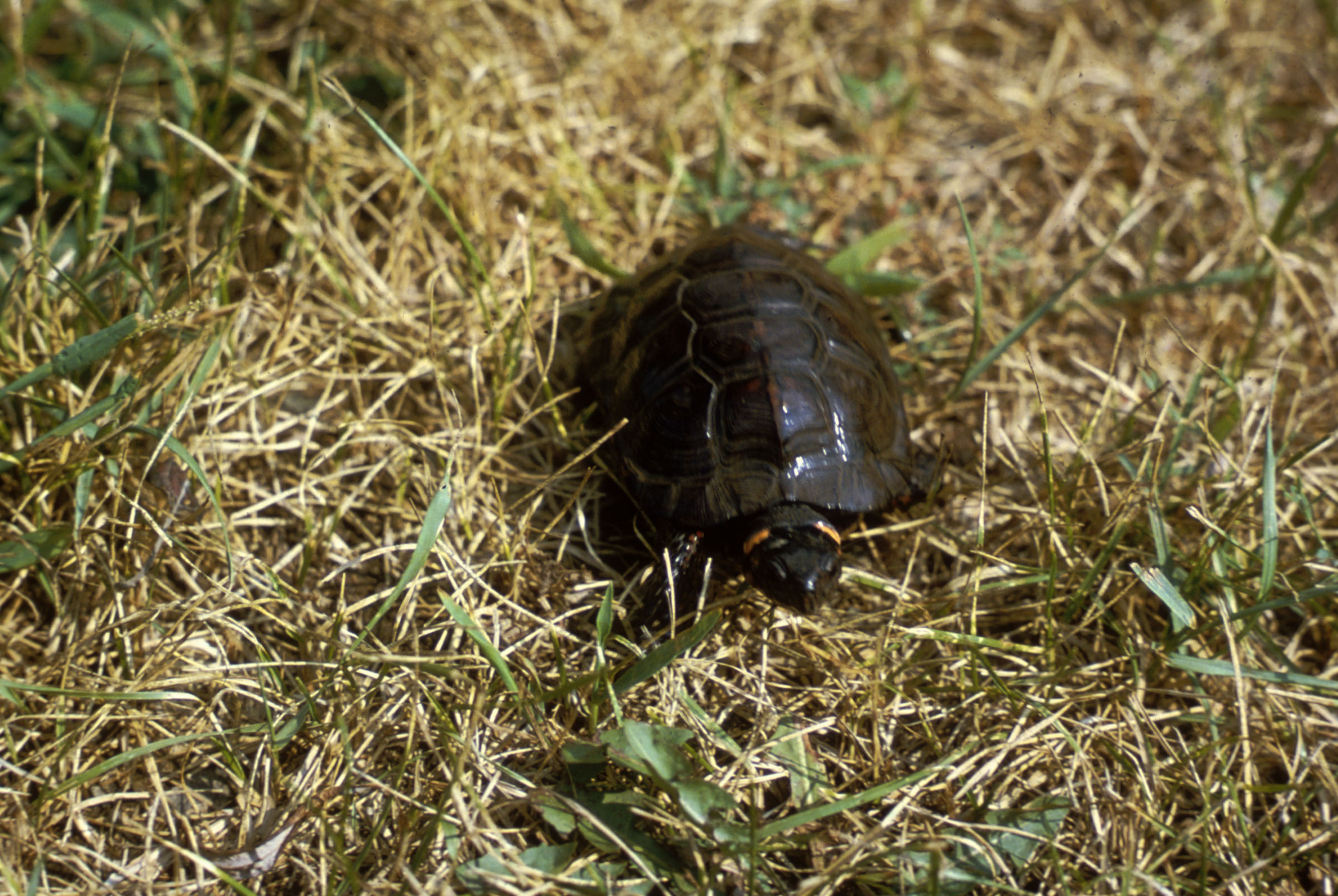